# Dermot O’Hurley
Dermot O’Hurley (ur. ok. 1530 w Emly, zm. 20 czerwca 1584 w Dublinie) – Błogosławiony Kościoła katolickiego, arcybiskup Cashel, irlandzki męczennik.

## Życiorys
Urodził się w zamku Lickadoon ok. 1530 roku. Jego ojcem był Wilhelm O’Hurley. W ok. 1570 roku wyjechał do Rzymu, a w 1581 roku został mianowany arcybiskupem Cashel przez papieża Grzegorza XIII. W dniu 8 października 1583 roku został uwięziony w Dublinie. Po aresztowaniu prawdopodobnie był członkiem rzymskiej inkwizycji. Niektórzy historycy sugerują, że kontynuował swoją pracę jako profesor prawa kanonicznego. W dniu 20 czerwca 1584 roku został stracony przez powieszenie.
Został beatyfikowany przez papieża Jana Pawła II w dniu 27 września 1992 roku w grupie 17 męczenników irlandzkich.